# Адягаши, Клара
Клара Адягаши (венг. Agyagási Klára; род. 2 марта 1952, Озд, медье Боршод-Абауй-Земплен, Венгрия) — венгерский учёный-тюрколог, славист, лингвист, исследователь чувашского языка, доктор филологии (с 2003), член Венгерской академии наук, профессор.

## Биография
В 1979 году окончила Сегедский университет, начинала обучение на факультете русской филологии, затем изучала алтаистику. По окончании университета была оставлена для работы на кафедре алтаистики. В 1987—1991 годах — адъюнкт на кафедре русского языка, а в 1991—1994 годах — на кафедре финно-угроведения Дебреценского университета имени Лайоша Кошута. В 1993—1994 годах прошла стажировку в университетах Германии и Италии. Клара Адягаши училась в Чувашском государственном педагогическом институте по программе сотрудничества, изучала чувашский язык в Чувашском научно-исследовательском институте. В 1993 году получила звание кандидата филологических наук (PhD), тема диссертации: «Раннее воздействие русского языка на тюркские языки Поволжья». Доцент (с 1995), ведущий специалист по истории русского языка Института славянской филологии при Дебреценском университете. В 2003 году защитила академическую диссертацию на тему «Роль черемисского фактора в исторических изменениях чувашской фонетической системы». Доктор Венгерской академии наук. Ныне — заведующая кафедрой Дебреценского университета, профессор.
Распоряжением № 614-рг Главы Чувашской Республики от 14 декабря 2020 г. за весомый вклад в социально-экономическое развитие Чувашской Республики, духовно-нравственное и патриотическое воспитание её населения и иные заслуги перед Чувашской Республикой награждена памятной медалью «100-летие образования Чувашской автономной области».

## Научно-исследовательская деятельность
Главные направления исследований: источниковедение по чувашскому и татарскому языкам, история поволжских тюркских языков, историческое взаимодействие тюркских, финно-угорских языков и русских диалектов Среднего Поволжья, вопросы этно- и глоттогенеза марийцев и чувашей, исторической диалектологии русского языка.
К. Адягаши провела фундаментальные исследования в области ареальной лингвистики Поволжья.
Главный редактор научной серии книг «Studies in Linguistics of the Volga-Region».

## Избранные публикации
- «Раннее воздействие русского языка на тюркские языки Поволжья»,
- «Народы и языки Поволжья»,
- «К вопросу об этногенезе марийцев»,
- «Hungaro-tschuwaschica: аннотированный библиографический указатель исследований венгерских ученых XIX—XX вв.» (в соавт.),
- «Сборник чувашских народных песен на венгерском языке» (в соавт.),
- «Русские глагольные заимствования в лексическом составе марийского языка»
- «Название черемис в средневековых источниках»
- «Чувашское наследие Йожефа Папаи» и другие.